# 水石榕
水石榕（學名：Elaeocarpus hainanensis），別稱海南膽八樹及水柳樹等，為杜英科杜英屬 植物，分佈於中國海南島、廣西、雲南及越南等，喜生於河邊及低濕地。水石榕的名稱可能使人誤會此品種為桑科榕屬植物，但實際上此品種為杜英科植物。
其种加词“hainanensis”意为“海南的”。

## 变种
- 短叶水石榕 Elaeocarpus hainanensis var. brachyphyllus Merr.

## 形態特徵

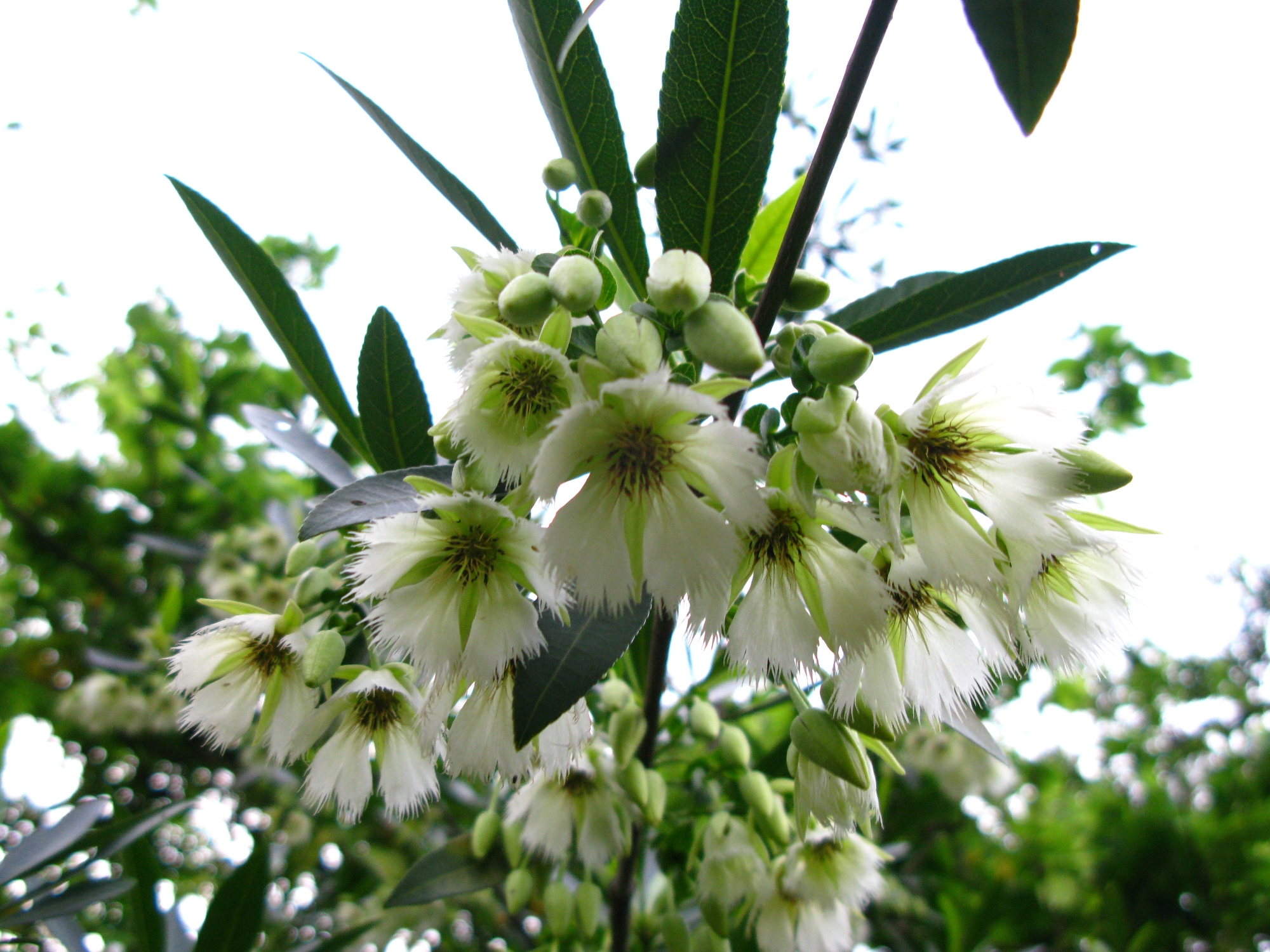
正在開花的水石榕

水石榕是一種常綠小喬木植物，可高達8米。嫩枝無毛。葉狹披針形或倒披針形，頂端急尖而鈍頭，葉基部漸狹尖，邊緣有小鋸齒，葉腹背兩面均無毛，革質，單葉，互生，聚生於枝頂，側脈14-16對，長約7-15厘米，寬約1.4-2.8厘米，葉柄長約1-2厘米。花為總狀花序腋生，有花2-6朵，比葉略短或與葉等長，花白色，兩性，直徑約3-4厘米；苞片寄存，葉狀，薄膜質，卵圓形，邊緣有齒，基部微心形，無柄，長約8-14毫米；花梗長約2.5-4厘米，披短柔毛；萼片5，狹披針形，長約1.8-2.4厘米；花瓣倒卵形，有毛，基部楔尖，頂端深裂，裂片35條，絲狀，花瓣與萼片等長；雄蕊多數，花藥頂端突出呈芒刺狀；子房無毛，2室，每室有胚，珠2顆，花期6-7月。果為紡錘形核果，光滑，兩端漸尖，長約2-3厘米，寬約0.8-1.2厘米，形如橄欖。花與果均垂掛於樹上。

## 用途

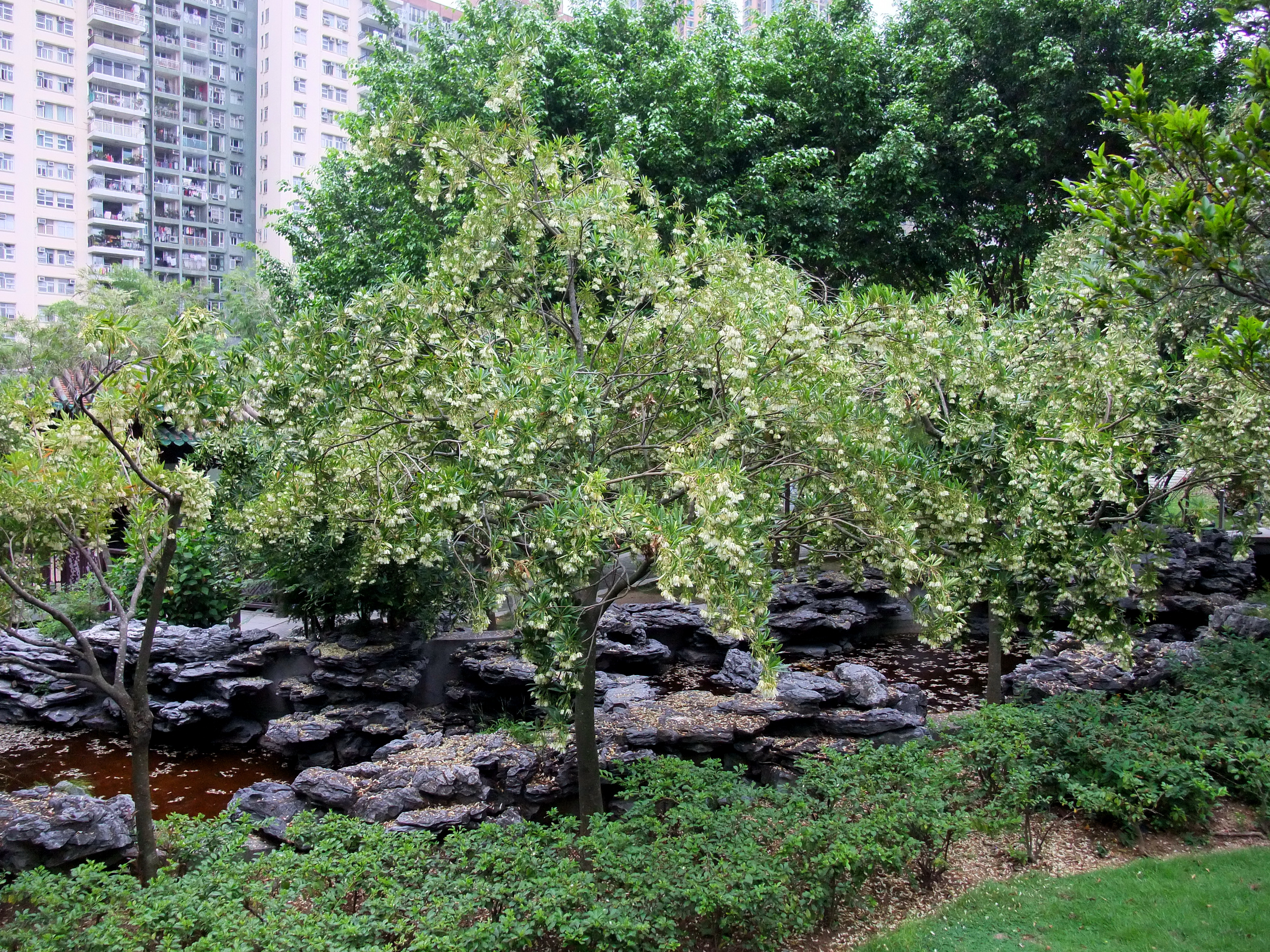
在香港荔枝角公園內的水石榕

水石榕為一雅致小喬木，常栽種於公園園林或池塘邊作為觀賞樹，可作為觀花或觀葉等用途。

## 外部連結
- 香港觀賞植物照片廊康樂及文化事務署綠化香港運動
- 水石榕(No.524)（页面存档备份，存于）
- 水石榕標本信息數據查詢[永久]中國數字植物標本館
- 水石榕-植物圖片庫查詢[永久]中國數字植物標本館